# Ферапонтов Володимир Петрович (актор)
Володимир Петрович Ферапонтов (7 січня 1933 , Q4289942?, Східносибірський край  — 19 квітня 2008 , Москва ) — радянський і російський актор театру та кіно, актор озвучування. Заслужений артист Російської Федерації (1992).

## Біографія
Народився 7 січня 1933 року в селі Млин Нижньоудинського району Іркутської області. Пізніше сім'я переїхала до підмосковної Івантєєвки. Батько, Петро Михайлович, був військовослужбовцем, брав участь в радянсько-фінській та німецько-радянської війни. Після звільнення зі Збройних Сил був секретарем партійної організації Івантєєвської трикотажної фабрики. Мати, Ганна Дмитрівна, працювала ткалею на тій же фабриці. У них народилося троє синів, з яких Володя був найстаршим. Середній, В'ячеслав, що не закінчивши училище ім. М. Е. Баумана, працював в Академії наук СРСР. Молодший, Олександр, став науковцем, жив і працював в Зеленограді. За збігом обставин всі троє братів пішли з життя в 2008 році: 1 січня помер Олександр, 19 квітня — Володимир, а 17 травня — В'ячеслав.
У школі займався в театральному гуртку. Закінчивши школу, подав документи до Щепкинського училища, де йому запропонували пройти іспити відразу з другого туру, а потім він був прийнятий на курс Марії Йосипівни Кнебель.
У 1956 році закінчив училище і вступив до Московського музично-драматичний театр «Ромен», де пропрацював шість років.
З 1960 року почав зніматися в кіно. У 1962 році був прийнятий до Театру-студії кіноактора, зіграв у багатьох постановках цього театру.
Займався концертною діяльністю, їздив по країні з програмою «Ми з кіно». Був учасником популярної в 1980-і роки телепрограми «Веселі хлопці». У Театрі кіноактора пропрацював до 1993 року. Надалі працював актором дубляжу («Веселі мелодії», «Леді і Бродяга», «Бетмен», «Губка Боб Квадратні Штани» та багато інших). Знімався в серії реклам «Улюблений сад».
Член Спілки кінематографістів СРСР (Москва).
Помер в Москві 19 квітня 2008 року, похований на Введенському кладовищі, дільниця № 7.

### Родина
Зі своєю майбутньою дружиною Володимир Ферапонтов познайомився, навчаючись на третьому курсі Щепкінского училища. У 1955 році вони одружилися і прожили разом 53 роки, до самої смерті актора. Його дружина Інна Борисівна закінчила Московську консерваторію, була музикантом оркестру ЦТСА, а потім викладала скрипку в музичній школі. У 1957 році в родині Ферапонтових народився син Борис (помер в 2018 році), що став викладачем іноземних мов.

## Фільмографія
- 1957 — Комуніст —  вартовий
- 1959 — Також люди —  французький солдат
- 1960 — Мічман Панін —  радист
- 1962 — Кубинська новела —  охоронець банку
- 1964 — Рогатий бастіон —  Миша, наречений Соньки
- 1965 — Лебедєв проти Лебедєва —  кореспондент
- 1965 — Двадцять шість бакинських комісарів —  Анатолій Богданов
- 1966 — Подорож («Папа, склади!») —  приятель Сергія з гітарою
- 1966 — Казка про царя Салтана —  корабельник
- 1966 — Я солдат, мама —  черговий по кухні
- 1967 — Розбудіть Мухіна! —  коментатор гладіаторських боїв
- 1968 — Кінець «Сатурна» —  Грибков
- 1969 — Ад'ютант його високоповажності —  поручик
- 1969 — Старий знайомий —  фізик-бородань
- 1969 — Золото —  Мирко, кондуктор
- 1970 — Опікун —  телеведучий
- 1971 — 12 стільців —  шахіст у картатому піджаку / гітарист у театрі
- 1972 — Мічений атом —  міліціонер на посту ДАІ на станції Проня
- 1973 — Крапля в морі —  Володя Синіцин, тато Віті
- 1975 — Не може бути! —  мандолініста на весіллі
- 1975 — Без права на помилку —  Сергій Іванович Бухтін, капітан міліції
- 1976 — 12 стільців —  міліціонер
- 1976 — Безбатченківщина —  Вишняков, голова колгоспу
- 1977 — Ходіння по муках —  генерал Кутєпов
- 1979 — Небезпечні друзі —  Петро Іванович, полковник, начальник колонії
- 1979 — Постріл у спину —  Ванін
- 1981 — Кільце з Амстердама —  Володимир Петрович Доценко, моряк
- 1983 — Тривожний виліт —  Микола Самохвалов, прапорщик
- 1984 — Блискучий світ —  Агассіц, директор цирку
- 1985 — Битва за Москву —  Павлов
- 1985 — Загадка Кальмана
- 1986 — Борис Годунов —  Хрущов, боярин
- 1986 — Секунда на подвиг —  Самохін
- 1987 — Раз на раз не випадає —  святий отець
- 1988 — Вірними залишимося —  Ференц
- 1989 — Візит дами —  начальник залізничної станції
- 1990 — Невідомі сторінки з життя розвідника —  супутник Володимира
- 1990 — Футболіст —  Миша, друг Олега Норова
- 1991 — «Фітіль» № 347: «Кримінальне танго» —  Керосінін
- 1992 — На Дерибасівській гарна погода, або На Брайтон-Біч знову йдуть дощі —  мафіозі Кодряну
- 1992 — Устриці з Лозанни —  начальник колонії

## Озвучування
- 1971 — Чебурашка — міліціонер / поштар / виконання пісні крокодила Гены
- 1973 — Волошка
- 1974 — Шапокляк — виконання пісні «Голубой вагон» / контролер / директор фабрики / туристи-бракон'єри
- 1974 — Чарівник Смарагдового міста — Трусливий Лев (2-4 серії)
- 1974 — Федорино горе — товстий кіт / куриця / таракани / чайник / самовар / виконання пісні
- 1975 — Алдар-Косі
- 1979 — Дядечко Ау — виконання пісень
- 1980—1981 — Ну, постривай! («телевипуски») — Вовк
- 1984 — Мисливець до казок — солдат
- 1985 — Два квитки до Індії — шофер вантажівки
- 1987 — Пригоди пінгвіненяти Лоло — бракон'єр
- 1991 — Іван-Царевич і Сірий вовк — Цар Далмат
- 1993 — Блазень Балакірєв — Петро I
- 1993 — Ванюша і велетень — Богатир / Дракон
- 1994 — Фантазери з села Угори — голова Змея Горыныча
- 1994 — Весела карусель № 27. Хто перший? — дід
- 1995 — Три зв'язки соломи — епізодичні персонажі'
- 2010 — Крокодил Гена — крокодил Гена
- 2013 — Чебурашка — крокодил Гена

## Комп'ютерні ігри
- 2007 — В гостях у поні — помічник[5]